# Smutty

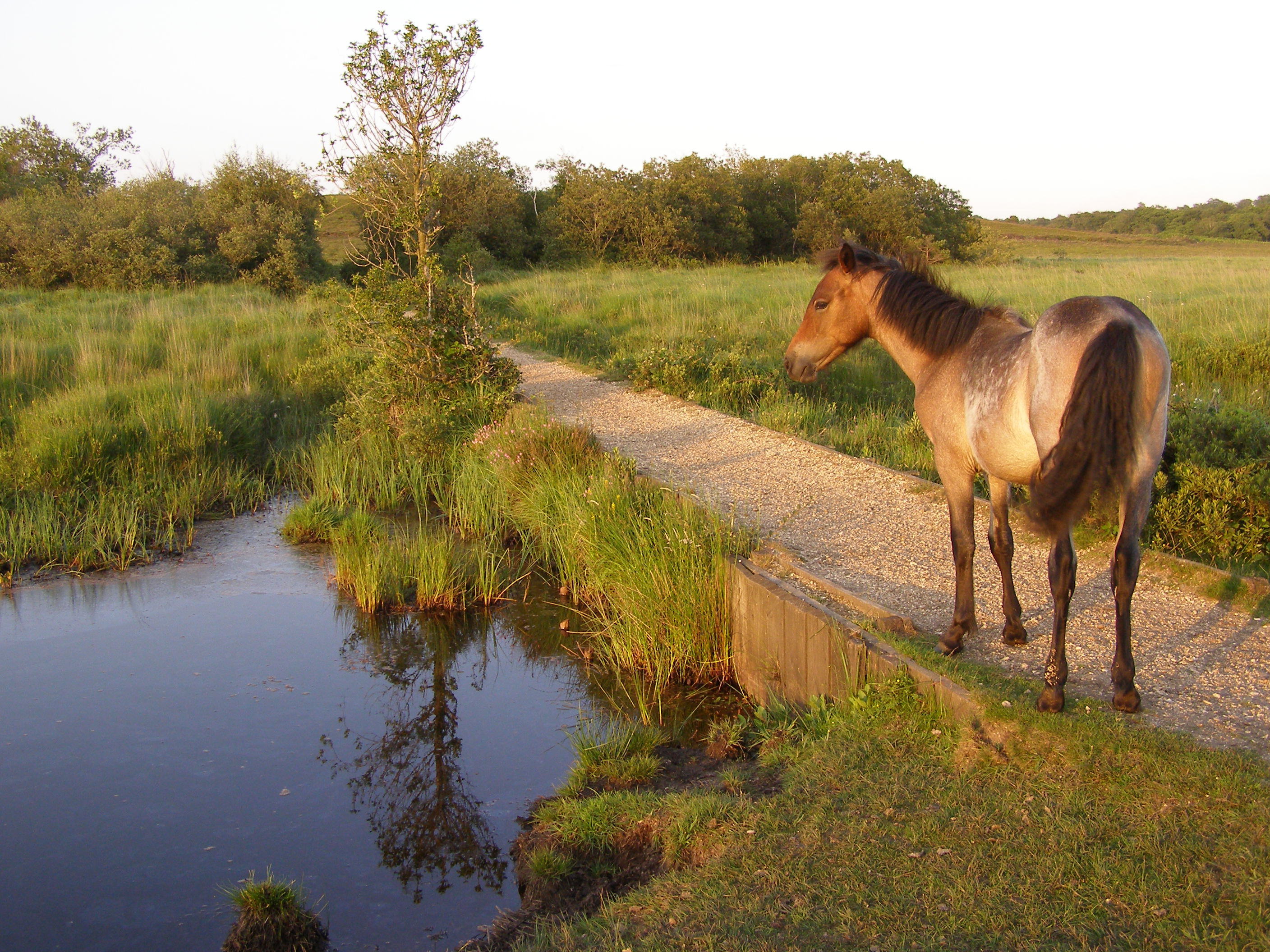
Braunisabelle mit Smutty-Gen

Smutty (auch Sooty) nennt man ein Gen, das die Farbe eines Pferdes durch die Einmischung schwarzer Haare verändert. 
Pferde mit diesem Gen sehen aus, als hätten sie auf dem Rücken dunkle Schmutzflecken. Manchmal kann das Gen zu einer „Äpfelung“ auf farbigen Grund führen. Bei anderen Tieren ruft es einen Pseudo-Aalstrich hervor.
Braune mit diesem Gen können leicht mit Schwarzbraunen verwechselt werden, deren Farbe aber durch eine Variante des Agouti-Locus hervorgerufen wird. Da dieses Agouti-Allel noch nicht lange bekannt ist, ist damit zu rechnen, dass viele Schwarzbraune noch fälschlicherweise als durch Sooty verdunkelt bezeichnet werden.
Füchse mit dem Gen unterscheiden sich durch ihre unterschiedlich gefärbten Haare von den gleichmäßig dunkelbraunen Dunkelfüchsen.

## Genetik
Das Gen Smutty wird mit Sty dargestellt. Es bewirkt eine Einmischung schwarzer Haare in das braune oder fuchsfarbene Fell. Das Gen wirkt dominant, das heißt Pferde, die das Gen nur einmal haben, sehen so aus wie Pferde, die es auf beiden Allelen haben. Der genaue Genort und seine Entsprechungen bei anderen Tierarten sind unbekannt.